# 中国共产党第十四届中央委员会候补委员列表
中国共产党第十四次全国代表大会於1992年10月12日至18日在北京召開。大會選舉產生了130名中國共產黨第十四屆中央委員會候補委員。

## 委員列表
（按得票多少為序）
王学萍（黎族，1993年3月递补中央委员）、耿全礼（1995年9月递补中央委员）、马启智（回族，1995年9月递补中央委员）、孙文盛（1996年10月递补中央委员）、克尤木·巴吾东（维吾尔族，1997年9月递补中央委员）、吴光宇、赵金铎（满族）、贾那布尔（哈萨克族）、桑结加（藏族）、曹伯纯、梁光烈、王志武、王洛林、江村罗布（藏族）、杜青林、李毅中、吴基传、张孝文、张俊九、郑斯林、钱树根、阎海旺、谭乃达、王云龙、石宗源（回族）、刘泽民、杨永良、吴玉谦、奉恒高（瑶族）、贾治邦、高祀仁、郭东坡、黄瑶（布依族）、曾庆存、廖文海（女）、王广宪、许其亮、孙同川、汪啸风、沈滨义、陈明义、岳海岩、龚谷成、程安东、田成平、汤洪高、孙家正、李慧芬（女）、宋宝瑞、张彦仲、郝岩、柴松岳、乌云其木格（女，蒙古族）、刘明祖、彭昆生、温宗仁、石兆彬、刘淇、张德江、秦玉琴（女）、顾浩、钱国梁、王太华、王乐泉、史大桢、白恩培、朱开轩、刘振华、李奇生、李淑铮（女）、陈云林、陈玉杰（女）、王如珍（女）、石玉珍（女，苗族）、卢瑞华、朱丽兰（女）、杨健强（白族）、栾恩杰（满族）、王思齐、刘云山、李春亭、邹竞蒙、范钦臣、罗冰生、丹增（藏族）、回良玉（回族）、苏荣、刘毅、张肖（女）、周永康、贺国强、刘方仁、张秋祥、王梦奎、邹世昌、高昌礼、汝信、姜永荣、戴相龙、李嘉廷（彝族）、沙健孙（回族）、陈至立（女）、钱运录、徐匡迪、郭树言、李建国、欧广源、厉有为、刘华秋、杨振怀、曾培炎、黎明、俞正声、曾宪林、田凤山、王占、吴爱英（女）、赵延年（回族）、吴贻弓、李继耐、郑贤斌、桂世镛、熊光楷、张健民（满族）、马忠臣、兰保景、何其宗、叶青、房维中、肖秧